# Heerenveen
Heerenveen (frizonă It Hearrenfean) este o comună și o localitate în provincia Frizia, Țările de Jos. 

## Localități componente, cu populația la 1 ianuarie 2004
- Heerenveen (29.750 locuitori),
- Bontebok (440 locuitori),
- De Knipe (1470 locuitori),
- Gersloot (290 locuitori),
- Hoornsterzwaag (890 locuitori),
- Jubbega (3270 locuitori),
- Katlijk (630 locuitori),
- Luinjeberd (450 locuitori),
- Mildam (740 locuitori),
- Nieuwehorne (1500 locuitori),
- Nieuweschoot (140 locuitori),
- Oranjewoud (1030 locuitori),
- Oudehorne (850 locuitori),
- Oudeschoot (1480 locuitori),
- Terband (290 locuitori),
- Tjalleberd (730 locuitori).

## Personalități născute aici
- Andries Noppert (n. 1994), fotbalist.